# Кубина (Карачаево-Черкесия)
Куби́на (абаз. Къвбина) — аул в Абазинском районе Карачаево-Черкесской Республики.
Образует муниципальное образование «Кубинское сельское поселение», как единственный населённый пункт в его составе.

## География
Аул расположен на левом берегу реки Кубань, в восточной части Абазинского района. Находится напротив города Усть-Джегута, в 28 км к югу от города Черкесск, а также 62 км к востоку от районного центра Инжич-Чукун по дороге и в 15 км от него по прямой. 
Площадь территории сельского поселения составляет — 80,77 км².
Граничит с землями населённых пунктов: Эльбурган на западе, Усть-Джегута на востоке и с городским микрорайоном Московский на юге, с которым аул фактически слился.
Населённый пункт расположен в предгорной зоне республики. Аул находится в узкой долине, ограниченной на востоке рекой Кубань и на западе возвышенностями Пастбищного хребта. К западу от аула резко начинают подниматься горы. Перепады относительных высот составляют более 500 метров. Средние высоты на территории села составляют 648 метров над уровнем моря. Наивысшей точкой местности является гора Эльбурган-Ахуа (1262 м), расположенная к юго-западу от аула.
Гидрографическая сеть в основном представлена рекой Кубань. В районе аула в Кубань впадает его левый приток — река Чибиш. К северу от населённого пункта имеются запруднённые озёра.
Климат умеренный влажный с тёплым летом и прохладной зимой. Средняя годовая температура воздуха составляет +9,0°С. Наиболее холодный месяц — январь (среднемесячная температура —1,7°С), а наиболее тёплый — июль (+20,0°С). Среднегодовое количество осадков составляет около 770 мм в год. Основная их часть приходится на период с мая по июль. Из-за расположения аула в узкой долине, весной часты сильные ветры.

## История
В середине XIX века население аула неоднократно меняло своё местоположение. Первоначально аул располагался в верховьях реки Кума, затем переселились в долину реки Кардоник, оттуда ушли к реке Учкул и далее в низовья реки Джегута.
В 1862 году из долины реки Джегута население аула окончательно переселилось на левый берег реки Кубань и первоначально был назван Лоовско-Кубанским (абаз. Къвбина-Локт).
К этому времени в регионе располагались три аула абазинских князей — Лоовых. Первый располагался на реке Малый Зеленчук и назывался Лоовско-Зеленчукским, второй на реке Кума и назывался Кумско-Лоовским и третий располагался на Кубани и назывался Лоовско-Кубанским.
После установления советской власти, аул Лоовско-Кубанский, был переименован как и другие черкесские и абазинские аулы, из-за присутствия в их названиях имён и фамилий княжеских и дворянских родов. В 1929 году постановлением Президиума ВЦИК аул Лоовско-Кубанский был переименован в Кубина., что является абазинским названием реки Кубань.
До 2006 года аул находился в составе Усть-Джегутинского района, затем 1 июня 2006 года сельское поселение с населённым пунктом было передано в состав новообразованного Абазинского района республики.

## Население
| 2002  | 2010  | 2012  | 2013  | 2014  | 2015  | 2016  |
| ----- | ----- | ----- | ----- | ----- | ----- | ----- |
| 2405  | ↗3101 | ↘3069 | ↘3046 | ↗3068 | ↘3050 | ↗3062 |
| 2017  | 2018  | 2019  | 2020  | 2021  | 2023  | 2024  |
| ↘3059 | ↘3039 | ↘3024 | ↗3060 | ↘2987 | ↗3024 | ↗3045 |
| 2025  |       |       |       |       |       |       |
| ↗3071 |       |       |       |       |       |       |

Плотность — 38.02 чел./км².
Национальный состав
По данным Всероссийской переписи населения 2010 года:
| Народ      | Численность, чел. | Доля от всего населения, % |
| ---------- | ----------------- | -------------------------- |
| абазины    | 2789              | 89,9 %                     |
| карачаевцы | 186               | 6,0 %                      |
| черкесы    | 57                | 1,9 %                      |
| другие     | 69                | 2,2 %                      |
| всего      | 3101              | 100 %                      |

## Образование
- Средняя общеобразовательная школа № 1 — ул. Набережная, 91.
- Дошкольное учреждение Детский Сад «Амара» — ул. Дагужиева, 46.

## Здравоохранение
- Врачебная амбулатория — ул. Дагужиева, 44.

## Культура
В ауле имеются Дом Культуры и сельская библиотека. Также действует международная абазинская общественная организация — «Алашара».

## Ислам
В ауле функционирует одна мечеть.

## Экономика
Многие жители аула трудятся в крупнейшем в Европе тепличном комбинате — «Южный», находящемся на территории Абазинского муниципального района к югу от аула.

## Улицы
Улицы
| Абазинская        |
| Аджибекова        |
| Архагова          |
| Балова            |
| Братьев Лагучевых |

| Дагужиева       |
| Джегутанова К.  |
| Кишмаховой      |
| Копсергенова И. |
| Копсергенова Р. |

| Кооперативная |
| Набережная    |
| Пазова С.     |
| Подгорная     |
| Северная      |

Переулки
| Кубанский  |
| Магазинный |

| Мостовой |

| Южный |

## Известные уроженцы
- Джегутанов Кали Салим-Гериевич (1927—1987) — абазинский поэт и писатель.
- Султан Шамелевич Лагучев (1995) - абазинский певец